# Laura Gómez Ramón
Laura Gómez Ramón (17 de enero de 1994) es una deportista española que compite en triatlón. Ganó una medalla de plata en el Campeonato Europeo de Triatlón Campo a Través de 2018 y una medalla de bronce en el Campeonato Europeo de Triatlón de Media Distancia de 2024.

## Palmarés internacional
| Campeonato Europeo | Campeonato Europeo | Campeonato Europeo | Campeonato Europeo |
| Año                | Lugar              | Medalla            | Prueba             |
| ------------------ | ------------------ | ------------------ | ------------------ |
| 2018               | Ibiza (España)     | Medalla de plata   | Individual         |

| Campeonato Europeo | Campeonato Europeo | Campeonato Europeo | Campeonato Europeo |
| Año                | Lugar              | Medalla            | Prueba             |
| ------------------ | ------------------ | ------------------ | ------------------ |
| 2024               | Coímbra (Portugal) | Medalla de bronce  | Individual         |